# Valchava
Valchava (föråldrad tysk namnform: Valcava) är en ort och tidigare kommun i den schweiziska kantonen Graubünden. Sedan 2009 ingår den i den då nyinrättade kommunen Val Müstair. Till kommunen Valchava hörde också byn Valpaschun, som före 1879 var en egen kommun.
Det traditionella språket i Valchava är jauer, en variant av den rätoromanska dialekten vallader. Mot slutet av 1900-talet har det tyska språket vunnit insteg, och är nu modersmål för omkring en femtedel av invånarna. Rätoromanska är dock det språk på vilket skolundervisningen bedrivs, samt var kommunens officiella administrationsspråk. Kyrkan är sedan 1530 reformert.